# پارک یه یونگ
پارک یه یونگ (کره‌ای: 박예영؛ زادهٔ ۲۲ اوت ۱۹۸۹) بازیگر اهل کره جنوبی است. پس از فارغ‌التحصیلی و دپارتمان فیلم کالج هنر و طراحی دانشگاه کنکوک، پارک یه-یونگ حرفهٔ بازیگری خود را در سال ۲۰۱۳ آغاز کرد و از آن زمان تاکنون در فیلم‌ها و مجموعه‌های تلویزیونی حضور پیدا کرده‌است.